# Logistiksicherheit
Logistiksicherheit beschäftigt sich mit einer umfassenden Absicherung von Warenwerten, angefangen von der Lieferkette und der Übergabe der Artikel in die Obhut des betreuenden Unternehmens (evtl. mit Überwachung der Transportwege), dem Realbetrieb des betreuenden Unternehmens (evtl. Fulfillment, Versandhäuser, Lageristen, Speditionen etc.) bei Lagerung, Kommissionierung, Versendung, Retourenbearbeitung und einer Reduzierung der dabei gefährdenden Einflüsse (wie z. B. Eigentumsdelikte), bis hin zur Ausarbeitung von individuellen und mandantenspezifischen Sicherheitskonzepten, welche z. B. interne Ermittlungen, aber auch die Absicherung der firmeneigenen IT, beinhalten können.
Der personelle Einsatz von zumeist externen Sicherheitsdienstleistern wird durch unterschiedliche Technikkomponenten (allgemeine Videotechnik, Wärmebildkameras, Handsonden und Metalldetektoren, Bewegungssensorik, Notruf- und Serviceleitstellen, bis hin zu forensischer Software) ergänzt.
Eine automatisierte Überwachung von Logistikprozessen wird durch die RFID-Technik möglich. Bei der RFID-Technik werden Waren und Güter mit einem RFID-Chip ausgerüstet, der von RFID-Lesern im Verlauf des Logistikprozesses beliebig oft ausgelesen werden kann. So werden beispielsweise in der Textilindustrie hochwertige Kleidungsstücke mit einem RFID-Chip ausgerüstet, der im Verlauf der Transportkette von der Fabrikation bis zum Fachhandel an definierten Kontrollpunkten ausgelesen wird und anschließend im Ladengeschäft zur Lageüberwachung bzw. zum Schutz vor Diebstahl dient.